# Stewart Downing
Stewart Downing (Middlesbrough, Inglaterra, 22 de julio de 1984) es un exfutbolista británico que jugaba como centrocampista.

## Biografía
Downing pasó por todas las categorías inferiores del club de su ciudad natal, Middlesbrough F. C. Debutó en la Premier League con el Boro en abril de 2002 en la derrota ante el Ipswich Town por 1:0. Su primer gol con el equipo profesional lo marcó poco después en la Copa de la Liga ante el Brentford F. C.
En 2003 fue cedido al Sunderland A. F. C. dadas sus pocas oportunidades de jugar en el Middlesbrough por la presencia Boudewijn Zenden en su posición. Luego de su vuelta al Boro, comenzó a tener más oportunidades para jugar como titular. En mayo de 2005, sufrió una grave lesión jugando para su seleccionado que lo mantuvo apartado de las canchas hasta enero de 2006 y que truncó parcialmente su crecimiento futbolístico.
Luego de la Copa del Mundo, el Tottenham Hotspur se interesó públicamente por el jugador ofreciendo alrededor de 8 000 000 £ por su pase. Sin embargo, tanto el Middlesbrough como Downing declinaron la oferta.
Participa en la campaña "No Messin" que intenta prevenir a los jóvenes sobre el peligro de jugar en las vías del tren, una actividad llamativamente común en su área de residencia.
Parta la temporada 2019-20 fichó por el Blackburn Rovers F. C. Fue desvinculado del club al término de esta pero en noviembre regresó. En junio de 2021 volvió a quedar libre y en agosto anunció su retirada.

## Selección nacional
Debutó con la selección de fútbol de Inglaterra el 9 de febrero de 2005 en un partido amistoso ante Países Bajos sustituyendo a Shaun Wright-Phillips en el segundo tiempo. Previamente, había jugado 8 partidos con el combinado sub-21. En 2006, Sven-Göran Eriksson lo convocó para disputar con Inglaterra la Copa Mundial de Fútbol de 2006 en Alemania. Downing ingresó en los segundos tiempos ante Paraguay y Trinidad y Tobago en la primera fase.
El 16 de agosto de 2006 debutó como titular desde el arranque con su seleccionado en un partido de la fase de clasificación para la Eurocopa 2008 ante Grecia que Inglaterra ganó 4:0 con tres asistencias suyas. Sin embargo, sus actuaciones siguientes ante Macedonia y Andorra generaron críticas negativas en parte de la prensa británica.

### Participaciones en Copas del Mundo
| Mundial                        | Sede     | Resultado        |
| ------------------------------ | -------- | ---------------- |
| Copa Mundial de Fútbol de 2006 | Alemania | Cuartos de final |

## Estadísticas
- Actualizado a fin de carrera deportiva.

| Club                              | Div.          | Temporada     | Liga  | Liga  | Copas nacionales | Copas nacionales | Copas internacionales | Copas internacionales | Total | Total |
| Club                              | Div.          | Temporada     | Part. | Goles | Part.            | Goles            | Part.                 | Goles                 | Part. | Goles |
| --------------------------------- | ------------- | ------------- | ----- | ----- | ---------------- | ---------------- | --------------------- | --------------------- | ----- | ----- |
| Middlesbrough F. C. Inglaterra    | 1.ª           | 2001-02       | 3     | 0     | 0                | 0                | ―                     | ―                     | 3     | 0     |
| Middlesbrough F. C. Inglaterra    | 1.ª           | 2002-03       | 2     | 0     | 1                | 1                | ―                     | ―                     | 3     | 1     |
| Middlesbrough F. C. Inglaterra    | 1.ª           | 2003-04       | 2     | 0     | 1                | 0                | ―                     | ―                     | 3     | 0     |
| Sunderland A. F. C. Inglaterra    | 2.ª           | 2003-04       | 7     | 3     | ―                | ―                | ―                     | ―                     | 7     | 3     |
| Sunderland A. F. C. Inglaterra    | Total club    | Total club    | 7     | 3     | 0                | 0                | 0                     | 0                     | 7     | 3     |
| Middlesbrough F. C. Inglaterra    | 1.ª           | 2003-04       | 18    | 0     | 3                | 0                | ―                     | ―                     | 21    | 0     |
| Middlesbrough F. C. Inglaterra    | 1.ª           | 2004-05       | 35    | 5     | 4                | 0                | 9                     | 1                     | 48    | 6     |
| Middlesbrough F. C. Inglaterra    | 1.ª           | 2005-06       | 12    | 1     | 5                | 0                | 9                     | 0                     | 26    | 1     |
| Middlesbrough F. C. Inglaterra    | 1.ª           | 2006-07       | 34    | 2     | 8                | 0                | ―                     | ―                     | 42    | 2     |
| Middlesbrough F. C. Inglaterra    | 1.ª           | 2007-08       | 38    | 9     | 7                | 1                | ―                     | ―                     | 45    | 10    |
| Middlesbrough F. C. Inglaterra    | 1.ª           | 2008-09       | 37    | 0     | 6                | 2                | ―                     | ―                     | 43    | 2     |
| Aston Villa F. C. Inglaterra      | 1.ª           | 2009-10       | 25    | 2     | 10               | 1                | 0                     | 0                     | 35    | 3     |
| Aston Villa F. C. Inglaterra      | 1.ª           | 2010-11       | 38    | 7     | 5                | 1                | 1                     | 0                     | 44    | 8     |
| Aston Villa F. C. Inglaterra      | Total club    | Total club    | 63    | 9     | 15               | 2                | 1                     | 0                     | 79    | 11    |
| Liverpool F. C. Inglaterra        | 1.ª           | 2011-12       | 36    | 0     | 10               | 2                | ―                     | ―                     | 46    | 2     |
| Liverpool F. C. Inglaterra        | 1.ª           | 2012-13       | 29    | 3     | 4                | 0                | 12                    | 2                     | 45    | 5     |
| Liverpool F. C. Inglaterra        | Total club    | Total club    | 65    | 3     | 14               | 2                | 12                    | 2                     | 91    | 7     |
| West Ham United F. C. Inglaterra  | 1.ª           | 2013-14       | 32    | 1     | 5                | 0                | ―                     | ―                     | 37    | 1     |
| West Ham United F. C. Inglaterra  | 1.ª           | 2014-15       | 37    | 6     | 5                | 0                | ―                     | ―                     | 42    | 6     |
| West Ham United F. C. Inglaterra  | Total club    | Total club    | 69    | 7     | 10               | 0                | 0                     | 0                     | 79    | 7     |
| Middlesbrough F. C. Inglaterra    | 2.ª           | 2015-16       | 45    | 3     | 4                | 0                | ―                     | ―                     | 49    | 3     |
| Middlesbrough F. C. Inglaterra    | 1.ª           | 2016-17       | 30    | 1     | 4                | 1                | ―                     | ―                     | 34    | 2     |
| Middlesbrough F. C. Inglaterra    | 2.ª           | 2017-18       | 42    | 3     | 5                | 0                | ―                     | ―                     | 47    | 3     |
| Middlesbrough F. C. Inglaterra    | 2.ª           | 2018-19       | 38    | 2     | 2                | 0                | ―                     | ―                     | 40    | 2     |
| Middlesbrough F. C. Inglaterra    | Total club    | Total club    | 336   | 26    | 50               | 5                | 18                    | 1                     | 404   | 32    |
| Blackburn Rovers F. C. Inglaterra | 2.ª           | 2019-20       | 41    | 2     | 2                | 1                | ―                     | ―                     | 43    | 3     |
| Blackburn Rovers F. C. Inglaterra | 2.ª           | 2020-21       | 18    | 0     | 1                | 0                | ―                     | ―                     | 19    | 0     |
| Blackburn Rovers F. C. Inglaterra | Total club    | Total club    | 59    | 2     | 3                | 1                | 0                     | 0                     | 62    | 3     |
| Total carrera                     | Total carrera | Total carrera | 599   | 50    | 92               | 10               | 31                    | 3                     | 722   | 63    |
| 1. 2.                             |               |               |       |       |                  |                  |                       |                       |       |       |

## Palmarés

### Títulos nacionales
| Título                        | Club                | País       | Año     |
| ----------------------------- | ------------------- | ---------- | ------- |
| Copa de la Liga de Inglaterra | Middlesbrough F. C. | Inglaterra | 2003-04 |
| Copa de la Liga de Inglaterra | Liverpool F. C.     | Inglaterra | 2011-12 |